# Liste des ambassadeurs d'Estonie en Finlande
L’ambassadeur d'Estonie en Finlande est le représentant légal le plus important de l'Estonie auprès du gouvernement finlandais.

## Ambassadeurs successifs

### Première période d'indépendance de l'Estonie (1918-1940)
| Début | Fin  | Ambassadeur       | Observations                                                                         |
| ----- | ---- | ----------------- | ------------------------------------------------------------------------------------ |
| 1918  | 1922 | Oskar Kallas      | Envoyé. Il a acheté le bâtiment occupé par l'actuel ambassade d'Estonie en Finlande. |
| 1922  | 1923 | Friedrich Akel    | Envoyé.                                                                              |
| 1923  | 1931 | Aleksander Hellat | Envoyé.                                                                              |
| 1931  | 1937 | Hans Rebane       | Envoyé.                                                                              |
| 1937  | 1939 | Rudolf Möllerson  | Envoyé.                                                                              |
| 1939  | 1940 | Aleksander Warma  | Envoyé.                                                                              |

### Restauration de l'indépendance estonienne (depuis 1991)
| Début | Fin      | Ambassadeur    | Observations |
| ----- | -------- | -------------- | ------------ |
| 1992  | 1992     | Lennart Meri   | -            |
| 1993  | 1997     | Jaak Jõerüüt   | -            |
| 1997  | 2001     | Mati Vaarmann  | -            |
| 2001  | 2005     | Matti Maasikas | -            |
| 2005  | 2006     | Priit Kolbre   | -            |
| 2006  | 2010     | Merle Pajula   | -            |
| 2010  | 2014     | Mart Tarmak    | -            |
| 2014  | en cours | Margus Laidre  | -            |

## Sources